# Dorfkirche Klein Gartz

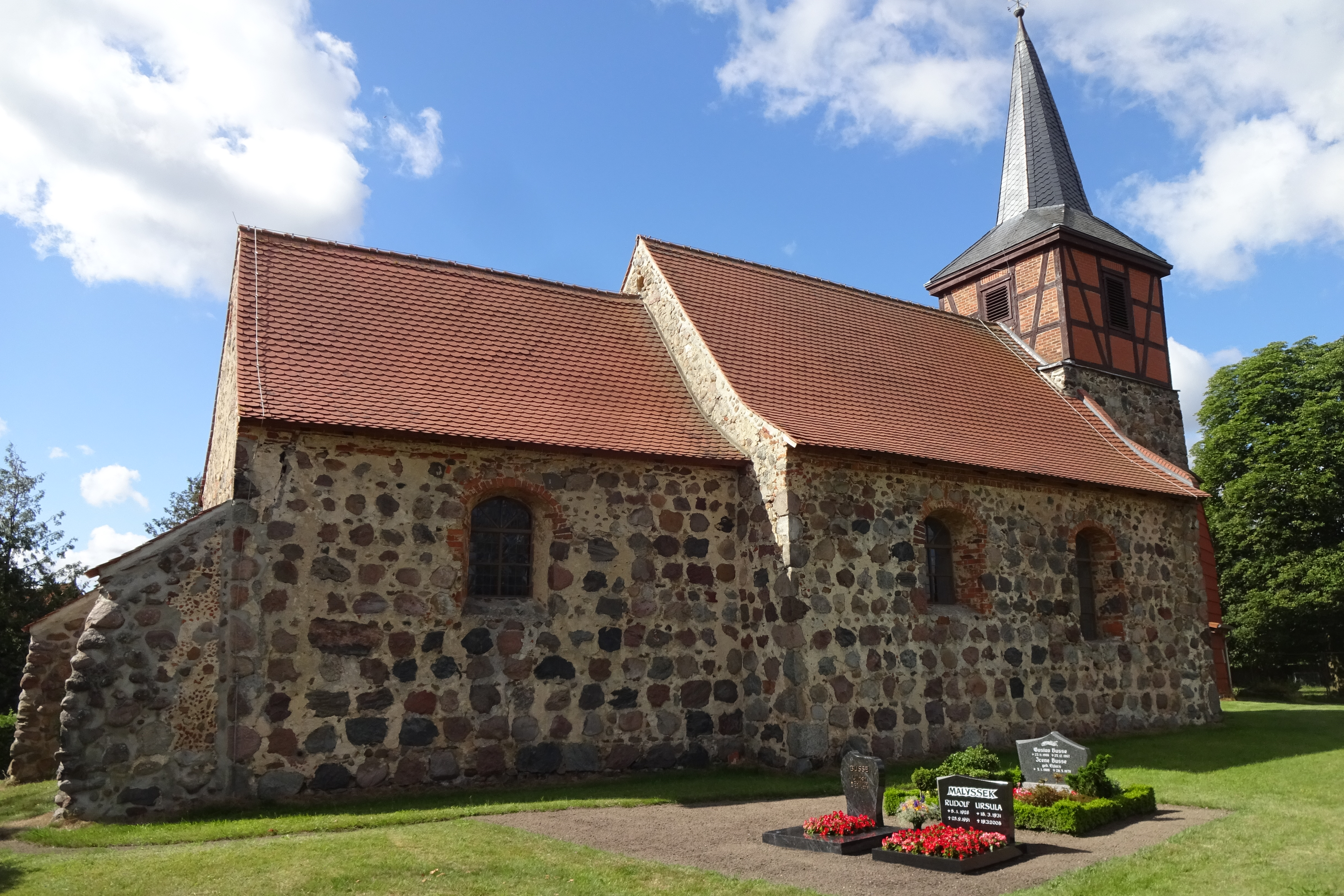
Dorfkirche Klein Gartz

Die evangelische Dorfkirche Klein Gartz ist eine romanische Saalkirche im Ortsteil Klein Gartz von Salzwedel im Altmarkkreis Salzwedel in Sachsen-Anhalt. Sie gehört zum Kirchspiel Groß Chüden im Kirchenkreis Salzwedel der Evangelischen Kirche in Mitteldeutschland.

## Geschichte und Architektur
Die Kirche steht auf der Nordseite des alten Angerdorfes inmitten des Friedhofs. Sie besteht aus einem rechteckigen Schiff mit eingezogenem quadratischem Chor; der westlich vorgelagerte Turm aus Feldstein mit Fachwerkaufsatz und quadratischem Spitzhelm stammt aus dem 19. oder 20. Jahrhundert. Eine Restaurierung wurde im Jahr 1988 durchgeführt.
An der Ostseite sind zwei massige Strebepfeiler aus Feldstein angebaut. Das Baumaterial sind annähernd regelmäßige Feldsteinquader. Der Ostgiebel ist aus kleinen unregelmäßigen Feldsteinen erbaut und war wohl verputzt. Teilweise ist alter Fugennetzputz erhalten. Das Schiff zeigt je zwei seitliche Stichbogenfenster, der Chor seitlich je ein Stichbogenfenster sowie eines an der Ostseite, die in dieser Form aus der Barockzeit stammen, in der Anlage aber offenbar auf das Mittelalter zurückgehen. An der Ostseite kann man aus der asymmetrischen Anlage des Fensters auf eine frühere Zweifenstergruppe schließen. Im Ostgiebel ist eine kreuzförmige Öffnung aus Backstein eingelassen.
Aus der Bauzeit stammen auch die beiden Portale an der Südseite: Am Schiff das gestufte rundbogige Portal mit seitlichen Gewänden aus Feldstein und einem Bogenabschluss aus Backstein, am Chor die ehemalige Priesterpforte aus Feldstein. In der Riegelführung des Schiffsportals ist ein ehemaliger Sperrbalken erhalten, der aber für eine dendrochronologische Datierung zu wenig Ringe aufwies.
Der Innenraum der Kirche ist mit flachen Balkendecken geschlossen und wird durch einen runden Bogen zwischen Schiff und Chor gegliedert. In der Nord- und Südwand des Chores ist je eine rechteckige Wandnische mit erneuerter Holzauskleidung eingelassen. Der Altarstipes hat vermutlich einen mittelalterlichen Kern.
Die Kirche steht unter Denkmalschutz und ist als Baudenkmal mit der Erfassungsnummer 094 05937 im Denkmalverzeichnis von Sachsen-Anhalt registriert.

## Ausstattung
Der hölzerne Kanzelaltar mit seitlichen Durchgängen ist rückseitig auf das Jahr 1723 datiert; der reich geschnitzte Kanzelkorb mit Bibelsprüchen in Medaillons ist von korinthischen Säulen flankiert, darunter ist ein Abendmahlsgemälde angeordnet, am Schalldeckel ist das Wappen derer von Knesebeck angebracht. Ein barocker Taufengel mit Kranz ist ebenfalls erhalten.
Von den ursprünglich zwei Glocken wurde eine im Jahr 1917 eingeschmolzen, die zweite mit 94 cm Durchmesser ist mit einer Minuskelinschrift auf das Jahr 1583 datiert.